# Centrosema coriaceum
Centrosema coriaceum är en ärtväxtart som beskrevs av George Bentham. Centrosema coriaceum ingår i släktet Centrosema och familjen ärtväxter. Inga underarter finns listade i Catalogue of Life.